# Copa CEMAC de 2007
La Copa CEMAC 2007 fue la cuarta edición del torneo de fútbol a nivel de selecciones nacionales de África Central organizado por la UNIFFAC y que contó con la participación de seis países de la región.
Congo venció a Gabón en la final jugada en Yamena para lograr el título regional por primera vez.

## Fase de grupos

### Grupo A
| País                     | Pts | J | G | E | P | GF | GC |
| ------------------------ | --- | - | - | - | - | -- | -- |
| Chad                     | 6   | 2 | 2 | 0 | 0 | 5  | 3  |
| República Centroafricana | 1   | 2 | 0 | 1 | 1 | 2  | 3  |
| Camerún                  | 1   | 2 | 0 | 1 | 1 | 1  | 2  |

| 4-3-2007 | Chad                     | 2–1 | Camerún                  |
| 6-3-2007 | República Centroafricana | 2–3 | Chad                     |
| 8-3-2007 | Camerún                  | 0–0 | República Centroafricana |

### Grupo B
| País              | Pts | J | G | E | P | GF | GC |
| ----------------- | --- | - | - | - | - | -- | -- |
| Congo             | 4   | 2 | 1 | 1 | 0 | 4  | 3  |
| Gabón             | 2   | 2 | 0 | 2 | 0 | 3  | 3  |
| Guinea Ecuatorial | 1   | 2 | 0 | 1 | 1 | 2  | 3  |

| 5-3-2007 | Congo             | 2–1 | Guinea Ecuatorial |
| 7-3-2007 | Gabón             | 2–2 | Congo             |
| 9-3-2007 | Guinea Ecuatorial | 1–1 | Gabón             |

## Fase Final
|  | Semifinales         | Semifinales         |   |                     | Final               | Final |  |
|  |                     |                     |   |                     |                     |       |  |
|  |                     |                     |   |                     |                     |       |  |
|  | Yamena, 11 de marzo |                     |   |                     |                     |       |  |
|  | Chad                | 1                   |   |                     |                     |       |  |
|  | Gabón               | 2                   |   |                     |                     |       |  |
|  |                     |                     |   |                     |                     |       |  |
|  |                     |                     |   |                     | Yamena, 15 de marzo |       |  |
|  |                     |                     |   |                     | Gabón               | 0     |  |
|  |                     | Congo               | 1 |                     |                     |       |  |
|  |                     |                     |   |                     |                     |       |  |
|  |                     |                     |   |                     |                     |       |  |
|  |                     |                     |   |                     | Tercer lugar        |       |  |
|  | Yamena, 12 de marzo | Yamena, 12 de marzo |   | Yamena, 15 de marzo | Yamena, 15 de marzo |       |  |
|  | Congo               | 4                   |   | Chad (t.e.)         | 1                   |       |  |
|  | Rep.Centroafricana  | 1                   |   |                     | Rep.Centroafricana  | 0     |  |

## Campeón
| Copa CEMAC 2007                |
| ------------------------------ |
| Bandera de República del Congo |
| Congo 1º Título                |